# Lac Horseshoe (Californie)
Pour les articles homonymes, voir Lac Horseshoe.
Le lac Horseshoe (en anglais : Horseshoe Lake) est un lac américain dans le comté de Shasta, en Californie. Il est situé à 1 994 mètres d'altitude au sein de la Lassen Volcanic Wilderness, dans le parc national volcanique de Lassen.
À proximité se trouve une station de rangers inscrite au Registre national des lieux historiques depuis le 5 mai 1978, la Horseshoe Lake Ranger Station.